# Enstatit-Chondrit

« Saint Sauveur » Enstatit-Chondrit EH5 1914 – 14 kg

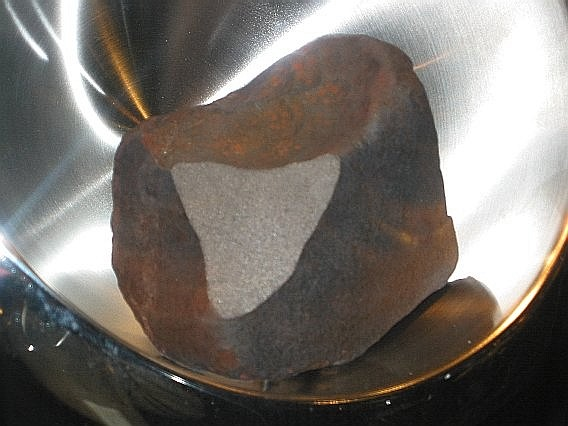
Der am 6. April 2002 gefallene Enstatit-Chondrit Neuschwanstein

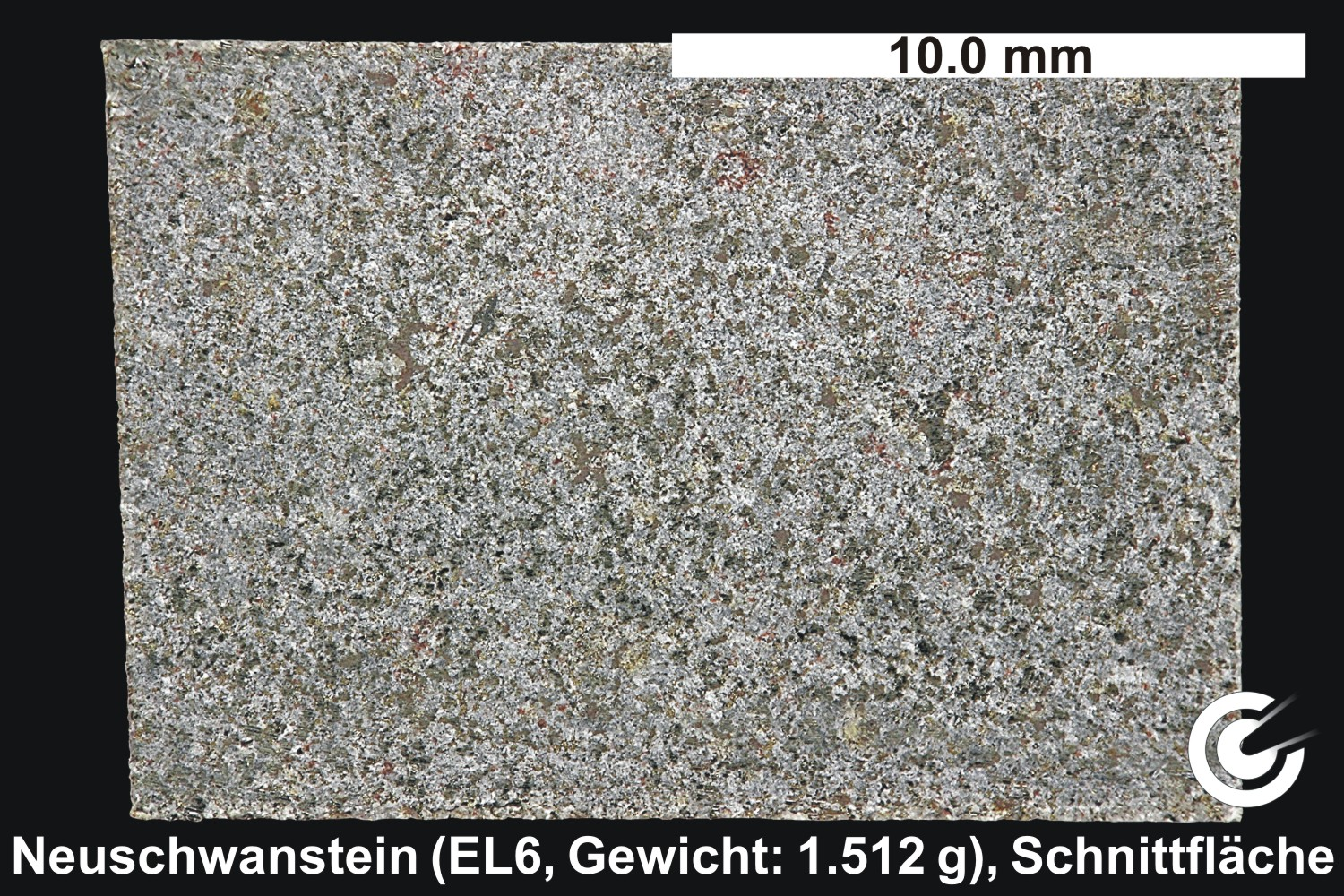
Schnittfläche Enstatit-Chondrit Neuschwanstein.

Die Enstatit-Chondrite (E-Chondrite) sind Meteoriten einer seltenen Gruppe von Chondriten, die das Mineral Enstatit enthalten.
Sie unterscheiden sich von den gewöhnlichen und kohligen Chondriten darin, dass die Eisen-Komponente fast nur in reduzierter, metallischer Form vorliegt. Dies lässt darauf schließen, dass die Ursprungskörper der E-Chondrite, auch wenn sie sich heute im Asteroidengürtel befinden, ursprünglich in einer sauerstoffärmeren Umgebung als die gewöhnlichen Chondrite entstanden sind, das heißt nicht im Asteroidengürtel – wie etwa die gewöhnlichen Chondrite –, sondern in kürzerer Distanz zur Sonne.
Aus Messungen des 53Cr/52Cr-Verhältnisses der Chrom-Isotope von Erdproben, Marsmeteoriten und HED-Meteoriten aus dem Asteroidengürtel, wird geschlossen, dass im Sonnensystem das 53Cr/52Cr-Verhältnis mit dem Abstand zur Sonne zunimmt. Das 53Cr/52Cr-Verhältnis der Enstatit-Chondrite würde demnach auf eine Entstehung der Enstatit-Ursprungskörper bei 1,4 Astronomischen Einheiten, knapp innerhalb der mittleren Marsbahn (1,524 Astronomischen Einheiten) hindeuten.
Mohapatra und Murty (2003) schließen aus dem Vergleich der Isotope von Sauerstoff und Stickstoff in Marsmeteoriten, gewöhnlichen Chondriten und Enstatit-Chondriten, dass Mars aus Material ähnlich den Enstatit-Chondriten und den gewöhnlichen Chondriten in einem Verhältnis von 74:26 akkretierte.
Abhängig von ihrem Metallgehalt werden die E-Chondrite in die Gruppen EH (High Metal, mit etwa 29 % Eisen) oder EL (Low Metal, mit etwa 22 % Eisen) eingeteilt.
Beide Gruppen dürften jedoch von einem gemeinsamen Ursprungskörper stammen. Beim EH4-Meteoriten von Abee (Kanada), dem mit 107 kg größten gefundenen Enstatiten, wird als Ursprungskörper der Planet Merkur vermutet, was allerdings in der Fachwelt umstritten ist.